# Kirjemani
Kirjemani (en rus: Киржеманы) és un poble de la República de Mordòvia, a Rússia, segons el cens del 2010 tenia 625 habitants, és la seu administrativa del districte homònim.